# Trioceros wiedersheimi
Trioceros wiedersheimi là một loài thằn lằn trong họ Chamaeleonidae. Loài này được Nieden mô tả khoa học đầu tiên năm 1910.

## Hình ảnh

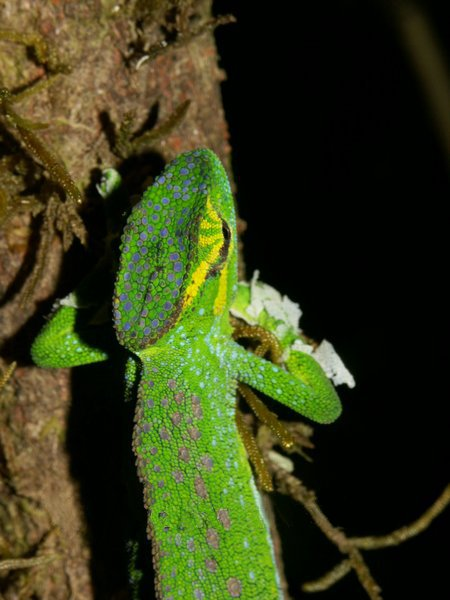
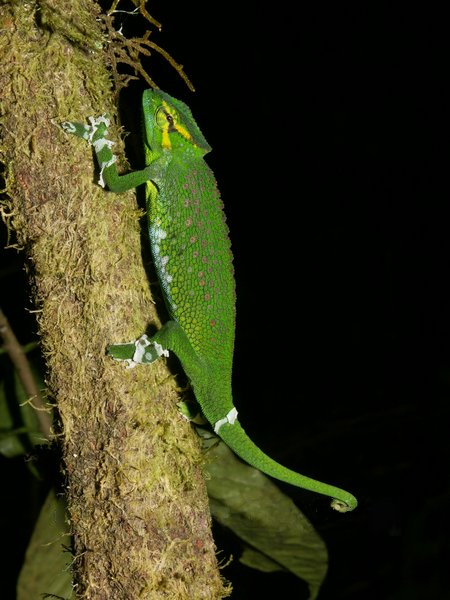
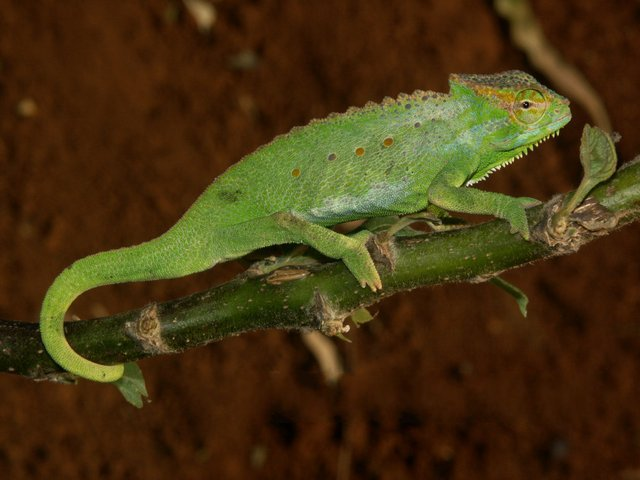
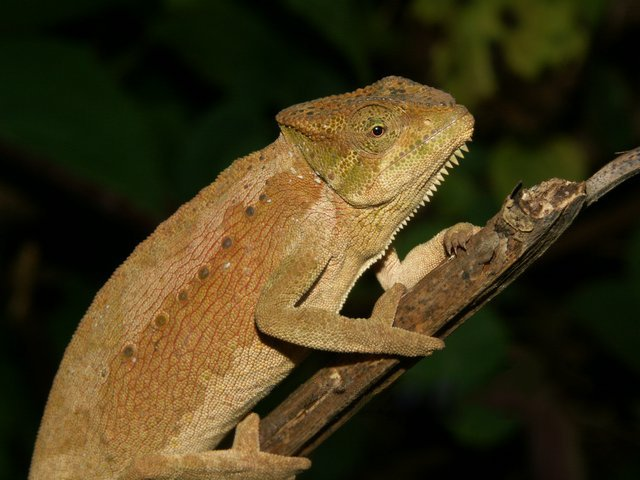